# دراغو جابريتش
دراغو جابريتش (بالكرواتية: Drago Gabrić)‏ هو لاعب كرة قدم كرواتي في مركز الوسط، ولد في 27 سبتمبر 1986 في سبليت في كرواتيا. شارك مع منتخب كرواتيا تحت 20 سنة لكرة القدم ومنتخب كرواتيا تحت 21 سنة لكرة القدم ومنتخب كرواتيا لكرة القدم. أما مع النوادي، فقد لعب مع أنقرة غوجو وطرابزون سبور ونادي دومجاله ونادي رييكا ونادي كوبر وهايدوك سبليت.

## وصلات خارجية
- دراغو جابريتش على موقع اتحاد كرواتيا (الكرواتية)
- دراغو جابريتش على موقع اتحاد تركيا (لاعب) (الإنجليزية)
- دراغو جابريتش على موقع قاعدة بيانات كرة القدم.إي يو (الإنجليزية)
- دراغو جابريتش على موقع ناشيونال فوتبول تيمز (الإنجليزية)
- دراغو جابريتش على موقع Soccerway.com (الإنجليزية)
- دراغو جابريتش على موقع عالم كرة القدم.نت (الإنجليزية)